# اکتادکانال
اکتادکانال (به انگلیسی: Octadecanal) یک ترکیب شیمیایی با شناسه پاب‌کم ۱۲۵۳۳ است. 